# تمپلهوفر هافن (مرکز خرید)
تمپلهوفر هافن یک مرکز خرید در نزدیکی بندر داخلی در ناحیه همنام برلین ، تمپلهوف در ناحیه تمپلهوف-شونبرگ است.

## انتقاد
ساکنان از نقشه یک سازه های نوین در تمپلهوفر هافن ایراد می گیرند، چون از زمان ساخت، نمای سفید و فاقد پنجره ای را دیده اند که برخلاف ساختمان های نوسازی شده بسیار معمولی نگه داشته شده. افزون بر این، کسب و کارهای کوچک ناچار بودند موقعیت خود را به طور بی واسطه در حوضه بندر به نفع مرکز خرید اعطا نمایند. 